# 노토반도 해역 지진
노토반도 해역 지진(일본어: 能登半島沖地震)은 1993년 2월 7일 22시 27분 43.7초 일본 노토반도 해역(북위 37° 39.4′  동경 137° 17.8′  / 북위 37.6567°  동경 137.2967° )에서 일어난 지진이다. 진원 깊이는 25km. 규모는 M6.6. 이시카와현 북부(와지마)에서 최대 진도5를 관측했다.

## 진도
아래는 일본 기상청 진도 계급 기준 진도3 이상을 관측한 도도부현이다.
| 진도 | 도도부현                                 |
| ---- | ---------------------------------------- |
| 5    | 이시카와현                               |
| 4    | 니가타현 도야마현                        |
| 3    | 후쿠이현 나가노현 기후현 아이치현 시가현 |

## 같이 보기
- 노토반도 지진